# Джефферсон (округ, Огайо)
Шаблон:StateAbbr_ 40°23′ пн. ш. 80°46′ зх. д. / 40.38° пн. ш. 80.76° зх. д.
Округ Джефферсон (англ. Jefferson County) — округ (графство) у штаті Огайо, США. Ідентифікатор округу 39081.

## Історія
Округ офіційно утворений 29 липня 1797 року.

## Демографія
За даними перепису
2000 року
загальне населення округу становило 73894 осіб, зокрема міського населення було 44382, а сільського — 29512.
Серед мешканців округу чоловіків було 35252, а жінок — 38642. В окрузі було 30417 домогосподарств, 20596 родин, які мешкали в 33291 будинках.
Середній розмір родини становив 2,88.
Віковий розподіл населення поданий у таблиці:
| Стать    | До 15 років | 15-21 | 22-29 | 30-39 | 40-49 | 50-65 | 65-85 | Понад 85 |
| -------- | ----------- | ----- | ----- | ----- | ----- | ----- | ----- | -------- |
| Чоловіки | 6598        | 3497  | 3049  | 4369  | 5799  | 6408  | 5125  | 407      |
| Жінки    | 6262        | 3413  | 3250  | 4705  | 5981  | 6811  | 7111  | 1109     |

## Суміжні округи
- Коламбіана — північ
- Генкок, Західна Вірджинія — північний схід
- Брук, Західна Вірджинія — схід
- Огайо, Західна Вірджинія — південний схід
- Бельмонт — південь
- Гаррісон — південний захід
- Керролл — північний захід

## Виноски
1. ↑  U.S. Decennial Census. United States Census Bureau. Архів оригіналу за 26 квітня 2015. Процитовано 8 лютого 2015.
2. ↑  Historical Census Browser. University of Virginia Library. Архів оригіналу за 11 серпня 2012. Процитовано 8 лютого 2015.
3. ↑  Forstall, Richard L., ред. (27 березня 1995). Population of Counties by Decennial Census: 1900 to 1990. United States Census Bureau. Архів оригіналу за 14 лютого 2015. Процитовано 8 лютого 2015.
4. ↑  Census 2000 PHC-T-4. Ranking Tables for Counties: 1990 and 2000 (PDF). United States Census Bureau. 2 квітня 2001. Архів оригіналу (PDF) за 18 грудня 2014. Процитовано 8 лютого 2015.
5. ↑  State & County QuickFacts. United States Census Bureau. Архів оригіналу за 6 червня 2011. Процитовано 8 лютого 2015.(англ.) Наведено за англійською вікіпедією.
6. ↑  American FactFinder. Бюро перепису населення США. Архів оригіналу за 21 травня 2008. Процитовано 31 січня 2008.

| США | Це незавершена стаття з географії США. Ви можете допомогти проєкту, виправивши або дописавши її. |